# Congresso del Popolo (Trinidad e Tobago)
Il Congresso del Popolo (in inglese: Congress of the People - COP) è uno partito politico trinidadiano fondato nel 2006.

## Risultati elettorali
| Elezione          | Voti    | %      | Seggi  |
| ----------------- | ------- | ------ | ------ |
| Parlamentari 2007 | 148.345 | 22,71% | 0 / 41 |
| Parlamentari 2010 | 102.265 | 14,12% | 6 / 41 |
| Parlamentari 2015 | 43.991  | 6,02%  | 1 / 41 |
| Parlamentari 2020 | 524     | 0,08%  | 0 / 41 |